# Mona Shaito
Mona Shaito (en arabe : منى شعيتو, Shaito Mona), née le 12 avril 1994 à Beyrouth, est une escrimeuse américano-libanaise, ayant choisi de représenter son pays natal au fleuret.

## Carrière
Shaito concourt aux Jeux olympiques d'été à deux reprises, la première fois à dix-huit ans aux Jeux de Londres 2012 pour lesquels elle se qualifie, tout comme son frère Zain Shaito, en gagnant le tournoi de qualification asiatique. Opposée au premier tour à Elisa Di Francisca, qui allait par la suite emporter la médaille d'or, Shaito ne put marquer que deux touches avant d'être éliminée.
En 2016, elle se qualifie de nouveau pour les Jeux de Rio de Janeiro, cette-fois ci en tant que seconde meilleure escrimeuse asiatique au classement mondial. Elle affronte au premier tour l'une des favorites pour le podium, l'Américaine Lee Kiefer, face à qui elle s'incline.[réf. nécessaire]
En 2015, Mona Shaito est devenue championne d'Asie des moins de 23 ans après deux podiums sur le circuit junior de la coupe du monde.[réf. nécessaire]
Elle réside aux États-Unis et étudie à l'Université d'État de l'Ohio.